# Grenada defensivă wz. 33
Granata obronny wz. 33 (în traducere din poloneză „grenadă defensivă, model 33”) a fost o grenadă de fragmentare folosită de Armata poloneză înainte și în timpul celui de-al Doilea Război Mondial.
Carcasa grenadei era turnată din fontă și avea forma unui oval în formă de ananas, tipic grenadelor de mână din epoca Primului și celui de-al Doilea Război Mondial.
Grenada a fost modelată după grenadele poloneze anterioare din anii 1920 (cum ar fi grenada defensivă wz.24), care, la rândul lor, se bazau pe grenada franceză F1 din Primul Război Mondial. Era echipată cu o siguranță cu percuție wz.Gr.31. Pentru a crește fiabilitatea, grenada avea două capse detonante și două ciocane. Carcasa era produsă în una dintre cele trei fabrici, o literă pe carcasă indicând producătorul ("K" pentru Końskie, "M" pentru Varșovia și "W" pentru Vilnius).
Denumirea poloneză a grenadei provenea din faptul că raza de acțiune a fragmentelor depășea adesea 100 de metri și grenada trebuia aruncată dintr-o poziție defensivă, cum ar fi un tranșeu sau din spatele unui zid. Două astfel de grenade, precum și două grenade ofensive wz.24, făceau parte din echipamentul militar standard pentru toți soldații înrolați.

## Istorie
Grenada wz. 33 a fost, în esență, o dezvoltare a grenadelor poloneze anterioare. Prima dintre acestea, Granata obronny wz. 23, era vag bazată pe bomba Mills, grenadă de fragmentare din Primul Război Mondial care a influențat o serie de designuri folosite atât de Puterile Centrale, cât și de Antanta, în special grenada franceză F1. După 1918, Polonia a moștenit peste 3.380.000 de grenade de diferite tipuri și, în timpul Războiului polono-sovietic din 1920, a cumpărat câteva milioane în plus.
Din cauza stocurilor mari, s-a decis ca primele eforturi de modernizare să se concentreze pe dezvoltarea unei noi siguranțe, mai degrabă decât pe proiectarea întregii grenade pentru producția autohtonă. Aceasta a fost considerată o alegere logică, deoarece un număr de companii poloneze au moștenit liniile de producție ale grenadelor germane din Primul Război Mondial.
În 1923, Departamentul de Armament a început o competiție pentru o nouă siguranță care să se potrivească grenadelor de mână germane M16 și M17 Stielhandgranate, predecesoarele M24. Un design complet nou de A. Cierpiński de la compania Granat din Kielce a fost ales și introdus ca A.C. 23. Cu toate acestea, deoarece testele de teren au arătat că A.C. 23 era predispus la defecțiuni în condiții de umiditate, Departamentul a început o nouă competiție în 1925, câștigată din nou de designul lui Cierpiński (A.C. 25). A.C. 23 și 25 au devenit siguranțele standard ale grenadelor poloneze: Granata obronny wz. 23 folosea A.C. 25, în timp ce granata obronny wz. 17-1 (o clonă poloneză a grenadei germane M17) folosea varianta A.C. 23.
Compania Granat a continuat să dezvolte siguranța și, în 1929, a prezentat forțelor armate o siguranță cu întârziere denumită Gr 29, bazată pe proiectele anterioare ale lui Cierpiński. Aceasta a fost acceptată ca siguranța standard pentru noua grenadă defensivă Granat obronny wz. KC. În cele din urmă, linia de siguranțe a condus la designul final acceptat în serviciul polonez ca Zapalnik wz. Gr. 31 („Siguranță Model 1931, Fabrica Granat”).
Siguranța wz. 31 a fost considerată una dintre cele mai bune din lume. La scurt timp după adoptarea sa de către armata poloneză, atât Franța cât și România au cumpărat o licență pentru producția lor. Inițial, Franța a cumpărat 310.000 de siguranțe wz. 31 în 1935 și, doi ani mai târziu, a cumpărat o licență și a adoptat-o ca siguranță standard pentru toate grenadele defensive ale armatei franceze. O altă țară care a adoptat siguranța (în 1931) a fost Grecia.

## Utilizări
Două astfel de grenade au fost folosite în Atentatul de la Teatrul Comunal din Timișoara din 1938, soldat cu 4 morți și 70 de răniți.